# Rąbińscy herbu Łodzia
Rąbińscy – wielkopolska rodzina szlachecka, pochodząca z Rąbinia pod Śremem, pieczętująca się herbem Łodzia. Ród ten należał do dużych właścicieli ziemskich; w skład ich majątku poza samym Rąbiniem wchodziły również inne wsie, między innymi Lubiatowo oraz Drzęczewo.
Na temat Rąbińskich pisze Słownik geograficzny Królestwa Polskiego, w którym czytamy:

R. znany już w r. 1316 (Kod. Wielkop. 988), był gniazdem rodzinnem Rąbińskich h. Łodzia (...)

Od Rąbińskich przeszła majętność do Strzeleckich, a następnie Chłapowskich (...)

W kościele znajdują się nagrobki: Jana Rąbińskiego († 1648 r.) i drugiego Jana Rąbińskiego, zmarłego w podeszłym wieku (...)

## Przedstawiciele rodu
- Jan Rąbiński (starszy)
- Jan Rąbiński (młodszy)